# Isabel Rodà de Llanza
Isabel Rodà de Llanza (Barcelona, 25 de septiembre de 1948) es una epigrafista y arqueóloga española, profesora universitaria y académica de la Real Academia de Buenas Letras de Barcelona. Es especialista en Barcino, nombre con el que se designaba a Barcelona en la Antigua Roma, epigrafía latina y escultura romana, desde los primeros contactos con el mundo prerromano hasta la Antigüedad tardía.

## Biografía
Isabel Rodà nació en Barcelona en 1948. Se licenció en Filosofía y Letras (especialidad historia antigua) por la Universidad de Barcelona, en 1970 y se  doctoró en 1974. Trabajó en el Museo de Historia de Barcelona como auxiliar de instituciones culturales de 1968 al 1976 y como conservadora técnica de 1976 a 1980. Durante estos años inicia las excavaciones en Bàrcino, excavaciones urbanas que mostraron la vida de sus habitantes hace 2 000 años.
En 1972 empezó a trabajar como profesora auxiliar en la Universidad Autónoma de Barcelona, el 1985 se convirtió en profesora titular de arqueología y en 1993 catedrática a la misma universidad.
Fue directora del Instituto Català de Arqueología Clásica de 2007 a 2012. Actualmente  colabora activamente como Investigadora adscrita (R4) en la  Área de investigación. Equipo de investigación: Arqueometria y Producciones Artísticas (ARPA) y como Codirectora científica de la Unidad de Estudios Arqueométricos, Servicios científicotécnicos.
Especializada en epigrafía, escultura y arqueología romanas, de 1989 a 1993 codirigió las excavaciones del yacimiento romano-medieval de Santa María de Panissars entre Le Perthus y La Jonquera, y en 1990 participó en el estudio de las inscripciones de las esculturas de la Augusteum de Narona (Croacia). Es académica de la Real Academia de Bellas artes de Sant Jordi, desde 2011 es miembro de Honor de la Sociedad Arqueológica de Croacia, y desde 2015 es también académica de la Academia de Buenas Letras de Barcelona.
Coordinación en obras colectivas como Scripta manent: la memoria escrita de los romanos, Ciudades antiguas del Mediterráneo o Hispania: las provincias hispanas en el mundo romano.
En 2021, publicó Ahir Roma, avui nosaltres un libro de divulgación sobre el mundo romano antiguo, en el que recoge algunas de los elementos heredados de este.

## Obras
- Inscriptions romaines de Catalogne. II, Lérida (1985)
- Catàleg de l'Epigrafia i de l'escultura clàssiques del Museu Episcopal de Vic (1989)[10]
- Ciencias, metodologías y técnicas aplicadas a la Arqueología (1992).
- Urbanisme i monumentalització: Roma i les ciutats a Catalunya[11]
- Ahir Roma, avui nosaltres, Destino (2021)